# Alain Gottvallès
Alain Gottvallès   (Casablanca, 22 de març de 1942 - Aubenàs, 28 de febrer de 2008) fou un nedador francès, especialista en estil lliure, que va competir durant la dècada de 1960.
El 1960 va prendre part en els Jocs Olímpics d'Estiu de Roma, on va disputar dues proves del programa de natació. En ambdues quedà eliminat en sèries. Quatre anys més tard, als Jocs de Tòquio, va disputar tres proves del programa de natació. Fou cinquè en els 100 metres lliures i sisè en els 4x200 metres lliures com a millors resultats.
En el seu palmarès destaquen dues medalles d'or i una de plata al Campionat d'Europa de natació de 1962 i dues d'or i una de plata als Jocs del Mediterrani. En la final dels 4x100 metres lliures fou el primer rellevista i aconseguí baixar dels 53 segons, sent el primer nedador que ho aconseguia i establint un rècord del món que va ser vigent fins al 1967, quan va ser batut per Ken Walsh. A nivell nacional guanyà dos campionats francesos. Una vegada retirat va interpretar papers menors en dues pel·lícules, però mai va obrir-se pas com a actor.